# Placa de Okinawa
A placa de Okinawa é uma placa tectónica continental menor situada nos hemisférios norte e oriental que se estende desde o norte de Taiwan até à extremidade sul da ilha de Kyūshū. A placa de Okinawa é lugar de ocorrência de sismos típicos, como o sismo de Kikaijima de 1911, bem como de vários tipos de sismos lentos, incluindo sismos de baixa frequência, sismos de muito baixa frequência, e eventos de tremor e de deslizamento lento.

## Limites
O lado oriental da placa de Okinawa forma um limite convergente com a placa do Mar das Filipinas, formando a fossa de Ryukyu e o arco insular que compõe as ilhas Ryukyu. A placa de Okinawa é limitada a ocidente pela fossa de Okinawa, uma bacia de retroarco e limite divergente com a placa do Yangtzé. Uma secção do limite sul entre a placa de Okinawa e a placa do Mar das Filipinas é uma antiga zona de subducção, que actualmente acomoda deslizamento oblíquo, na qual se gerou o Grande Tsunami de Yaeyama de 1771. O lado norte da placa de Okinawa é delimitado pela placa de Amur. 